# 최시훈
최시훈(1994년 9월 19일 ~ )은 대한민국의 배우 겸 모델이다.

## 출연작

### 영화
- 《고지전》 (2011년) - 애록 어린 인민군 역

### 드라마
- 《킹덤 2》 (Netflix, 2020년) - 수망촌 소년 역
- 《연남동 539》 (MBN, 2018년) - 이등병 역
- 《황후의 품격》 (SBS, 2018년) - 가드 역
- 《왕이 된 남자》 (tvN, 2019년) - 군졸 역
- 《열혈사제》 (SBS, 2019년)
- 《해치》 (SBS, 2019년)
- 《특별근로감독관 조장풍》 (MBC, 2019년)
- 《국민 여러분!》 (KBS2, 2019년) - 클럽남 역
- 《녹두꽃》 (SBS, 2019년) - 두령 역
- 《아스달 연대기》 (tvN, 2019년) - 흰산전사 역
- 《악마가 너의 이름을 부를 때》 (tvN, 2019년)
- 《VIP》 (SBS, 2019년) - 서버 역
- 《나의 나라》 (JTBC, 2019년)

### 뮤지컬
- 《파이어맨》[1]
- 《자갈치》

### 연극
- 《도불유희》
- 《휘투타》

## 수상
- 2016년 머슬마니아 상반기 피트니스 부문 1위
- 2016년 머슬마니아 하반기 피트니스 부문 1위[2]
- 2016년 머슬마니아 세계대회 피트니스 부문 1위 (최연소 세계챔피언)
- 2016년 머슬마니아 최우수 선수상
- 2017년 머슬마니아 아시아 피트니스 부문 1위[3]